# Rüdesheimer Aue
Die Rüdesheimer Aue ist eine Binneninsel im Rhein bei Rüdesheim. Sie gehört zu einer Reihe von Rheininseln, den Rheinauen, zwischen Mainz und Bingen.

## Geographische Lage
Die Rüdesheimer Aue gehört zur Gemarkung Rüdesheim am Rhein im Rheingau-Taunus-Kreis und ist Teil des Inselrheins. Sie liegt 200 Meter vom Rüdesheimer Ufer entfernt oberhalb von Rheinkilometer 526 rechtsrheinisch vom Hauptfahrwasser und trennt dieses von der Zufahrt zum Rüdesheimer Hafen und von den Liegeplätzen der Flusskreuzfahrtschiffe ab. Die Höhe der Insel beträgt zwischen 78 und 84 und im Mittel 81 Meter. Am oberen und unteren Ende wird die Insel durch Längswerke verlängert, an denen Anlandungsprozesse stattgefunden haben.

## Geschichte
Die Rüdesheimer Aue wurde früher teilweise landwirtschaftlich genutzt. Es gab Flächen für Obst- und Gemüseanbau. Auf der oberen Inselspitze stand ein Pfeiler der Hindenburgbrücke.

## Natur
Die Insel ist Naturschutzgebiet und FFH-Gebiet. Sie besteht aus Auwald-Resten, Sandbänken und Schlickflächen. Durch Sukzession ist sie mittlerweile komplett mit Gehölzen bestanden. Sie hat überregionale Bedeutung als Trittstein für rastende und überwinternde Wasservogelarten und ist ein wertvoller Standort für die äußerst selten gewordene Auwald-Vegetation.
Die Insel ist nachgewiesenermaßen Brutplatz für Schwarzmilan und Kiebitze. Als wandernde oder rastende Tiere wurden dort folgende Vogelarten nachgewiesen: Eisvogel, Singschwan, Zwergsäger, Fischadler, Kampfläufer, Krickente, Graugans, Waldsaatgans, Tafelente, Reiherente, Blässgans, Schellente, Gänsesäger, Mittelsäger und Rotschenkel.